# Speech Recognition Grammar Specification
Die Speech Recognition Grammar Specification (SRGS) ist ein W3C-Standard, der beschreibt, wie Spracherkennungs-Grammatiken (engl. speech recognition grammars) spezifiziert werden.  Eine Spracherkennungs-Grammatik ist eine Reihe von Wortschemen, die dem Spracherkennungssystem mitteilen, was ein Mensch sagen würde. Zum Beispiel würde, wenn man ein automatisches Vermittlungssystem aufruft, das Spracherkennungssystem nach dem Namen der Person fragen, mit der man sprechen möchte. Danach wird ein Spracherkennungsprogramm aufgerufen, dem eine Spracherkennungs-Grammatik vorliegt. Diese Grammatik enthält die Namen aller Personen im Verzeichnis und die verschiedenen Satzmuster, mit denen Anrufer typischerweise anrufen.
SRGS spezifiziert zwei verschiedene, aber logisch gleichwertige Syntaxen, eine XML-basiert, die andere benutzt die angereicherte Backus-Naur-Form. In der Praxis wird allerdings die XML-Syntax öfter eingesetzt.
Würde das Spracherkennungsprogramm nur eine Zeichenkette der gesprochenen Wörter zurückgeben, würde die Sprachsoftware die sehr mühsame Arbeit übernehmen müssen, den Wörtern die semantische Bedeutung zu entnehmen. Aus diesem Grund können SRGS-Grammatiken mit tag-Elementen ausgestaltet werden, die, wenn sie ausgeführt werden, das semantische Ergebnis erzeugen.  SRGS spezifiziert nicht den Inhalt dieser Tagelemente: dies wird in Zusammenarbeit mit dem W3C-Standard Semantic Interpretation for Speech Recognition (SISR) durchgeführt.  SISR basiert auf ECMAScript und ECMAScript-Statements innerhalb der SRGS-Tags erzeugen ein ECMAScript-semantisches Ergebnisobjekt, das von der Voice-Application leicht verarbeitet werden kann.
Sowohl SRGS als auch SISR sind W3C-Empfehlungen, also auf der finalen Stufe auf dem Weg zum W3C-Standard.  Der W3C VoiceXML-Standard, der definiert, wie Voice-Dialoge spezifiziert werden, basiert stark auf SRGS und SISR. 

## Beispiele
Hier ist ein Beispiel der Augmented BNF-Form von SRGS, wie sie in einer Sprachverzeichnis-Applikation vorkommen könnte:
```
#
ABNF
 
1
.
0
 
ISO-8859-1
;

//
 
Standard-Grammatiksprache
 
ist
 
US-Englisch

language
 
en-US
;

//
 
Single
 
language
 
attachment
 
to
 
tokens

//
 
Note
 
that
 
"fr-CA"
 
(
Canadian
 
French
)
 
is
 
applied
 
to
 
only

//
  
the
 
word
 
"oui"
 
because
 
of
 
precedence
 
rules

$
yes
 
=
 
yes
 
|
 
oui
!
fr-CA
;

//
 
Single
 
language
 
attachment
 
to
 
an
 
expansion

$
people1
 
=
 
(
Michel
 
Tremblay
 
|
 
André
 
Roy
)
!
fr-CA
;

//
 
Handling
 
language-specific
 
pronunciations
 
of
 
the
 
same
 
word

//
 
A
 
capable
 
speech
 
recognizer
 
will
 
listen
 
for
 
Mexican
 
Spanish
 
and

//
   
US
 
English
 
pronunciations
.
$
people2
 
=
 
Jose
!
en-US
 
|
 
Jose
!
es-MX
;

/**

 
*
 
Multi-lingual
 
input
 
possible

 
*
 
@
example
 
may
 
I
 
speak
 
to
 
André
 
Roy

 
*
 
@
example
 
may
 
I
 
speak
 
to
 
Jose

 
*/

public
 
$
request
 
=
 
may
 
I
 
speak
 
to
 
(
$
people1
 
|
 
$
people2
)
;

```

Hier ist dasselbe SRGS-Beispiel als XML-Formular:
```
<?xml version="1.0" encoding="ISO-8859-1"?>

<!DOCTYPE grammar PUBLIC "-//W3C//DTD GRAMMAR 1.0//EN"

                  "http://www.w3.org/TR/speech-grammar/grammar.dtd">

  

<!-- the default grammar language is US English -->

<grammar
 
xmlns=
"http://www.w3.org/2001/06/grammar"

         
xmlns:xsi=
"http://www.w3.org/2001/XMLSchema-instance"
 

         
xsi:schemaLocation=
"http://www.w3.org/2001/06/grammar 

                             http://www.w3.org/TR/speech-grammar/grammar.xsd"

         
xml:lang=
"en-US"
 
version=
"1.0"
>

  

  
<!--

     single language attachment to tokens

     "yes" inherits US English language

     "oui" is Canadian French language

  -->

  
<rule
 
id=
"yes"
>

    
<one-of>

      
<item>
yes
</item>

      
<item
 
xml:lang=
"fr-CA"
>
oui
</item>

    
</one-of>

  
</rule>
 

  

  
<!-- Single language attachment to an expansion -->

  
<rule
 
id=
"people1"
>

    
<one-of
 
xml:lang=
"fr-CA"
>

      
<item>
Michel
 
Tremblay
</item>

      
<item>
André
 
Roy
</item>

    
</one-of>

  
</rule>

  

  
<!--

     Handling language-specific pronunciations of the same word

     A capable speech recognizer will listen for Mexican Spanish 

     and US English pronunciations.

  -->

  
<rule
 
id=
"people2"
>

    
<one-of>

      
<item
 
xml:lang=
"en-US"
>
Jose
</item>

      
<item
 
xml:lang=
"es-MX"
>
Jose
</item>

    
</one-of>

  
</rule>

  

  
<!-- Multi-lingual input is possible -->

  
<rule
 
id=
"request"
 
scope=
"public"
>

    
<example>
 
may
 
I
 
speak
 
with
 
André
 
Roy
 
</example>

    
<example>
 
may
 
I
 
speak
 
with
 
Jose
 
</example>

  

    
may
 
I
 
speak
 
with

    
<one-of>

      
<item>
 
<ruleref
 
uri=
"#people1"
/>
 
</item>

      
<item>
 
<ruleref
 
uri=
"#people2"
/>
 
</item>

    
</one-of>

  
</rule>

</grammar>

```